# کارل پیرسون
کارل پیرسون (انگلیسی: Karl Pearson؛ ۲۷ مارس ۱۸۵۷ – ۲۷ آوریل ۱۹۳۶) ریاضیدان اهل انگلستان بود. عمده فعالیت او در زمینه روش‌های تحلیل داده‌های آماری با ریاضیات از جمله روش تحلیل مولفه‌های اصلی بود.